# Соверато
Соверато (на италиански: Soverato) е морски курортен град и община в Южна Италия. Намира се в провинция Катандзаро на регион Калабрия.